# Kadiatou Kaba
Pour les articles homonymes, voir Kaba.
Kadiatou Kaba, née le 3 février 1998 à Conakry (Guinée), est une journaliste, communicante,  présentatrice de JT et écrivaine guinéenne.

## Biographie et études
Kadiatou Kaba née le 3 février 1998 à Conakry, la capitale guinéenne. Son père était commerçant au marché de Madina. Elle effectue ses études préuniversitaires, de la maternelle au lycée, au groupe scolaire Chateaubriand de Matam, où elle obtient son Baccalauréat, option sciences mathématiques, en 2015,.
En 2016, elle intègre  l'université Kofi-Annan de Guinée, d'où elle est diplômée d'une licence en banque, assurance et microfinance en 2018, puis d'un master en banque, finance et assurance,,.

## Parcours professionnel
À la suite d'une élection organisée entre les différentes écoles de la commune, Kadiatou est élue Présidente du Club Olympique communal de Matam en 2013,. Entre 2014 et 2016, elle effectue un stage à Diversité Télévision (DTV) où elle apprit le métier de journaliste,. 
Depuis 2016, elle est chargée de communication de l'organisation Music100Frontière,. La même année, elle rejoint la RTG en tant que chroniqueuse littéraire. Elle est ensuite retenue pour animer l'émission littéraire Belles lettres,.
Le 6 septembre 2019, elle présente son premier journal télévisé, devenant, à 21 ans, la plus jeune présentatrice de l’histoire du journal télévisé guinéen,. La même année, elle fonde sa propre boîte de communication, Kadiak Communication.
En 2020, elle est choisie pour animer les émissions culturelles Kolomatin et Zénith. Elle anime ces émissions jusqu'en août 2022, avant d'en être évincée.
Le 25 février 2021, elle initie la 1re édition du Salon de la lecture en Guinée (SALEC), dont elle est la commissaire générale, et organise, chaque année depuis 2023, La Grande dictée du SALEC,,.  En parallèle, elle écrit son premier ouvrage, intitulé Cœur meurtri, dans lequel elle rend hommage à son père, décédé en 2017,, .
En 2024, elle sort son deuxième livre, intitulé Rêve brisé. Ce dernier traite la question liée au viol et à la violence conjugale. Elle reçoit le prix du Meilleur promoteur littéraire au Festival international du livre gabonais et des arts.
Le 17 janvier 2025, elle es nommée directrice générale adjointe de la Bibliothèque nationale de Guinée.

### Ouvrages
- 2021 : Cœur meurtri aux éditions Innov Guinée[17].
- 2024 : Rêve brisé aux éditions l’Harmattan Côte d’Ivoire[19].

## Prix et reconnaissances
- 2021 : Lauréate du prix African womans Awards dans la catégorie média[22].
- 2021 : Meilleur espoir féminin du JT 2021 aux médias Awards Guinée[23].
- 2022 : Nommée aux Eucher TV Awards 2022 au Togo[6].
- 2023 : Distinguée en 2023 parmi les 100 femmes les plus dynamiques de l’Afrique de l’Ouest au Féminia D’or;
- 2023 : Meilleur promoteur littéraire africain 2023 au Festival international du livre et des Arts Gabonais (FILIGA)[24].
- 2023 : Distinguée en 2023 parmi les 50 personnalités les plus influentes de l’Afrique de l’Ouest et du Nord par Influences magazine[6].
- 2023 : Meilleur espoir féminin 2023 à la 17ème nuit de l’excellence de la femme Guinéenne.
- 2024 : Élevée au rang d’ambassadrice climat par le ministère de l’environnement et du développement durable.